# Governatorato di Suwałki
Il governatorato di Suwałki (in polacco: Gubernia suwalska) fu un'unità amministrativa (governatorato) del Regno del Congresso.
Nel 1867 i territori del governatorato di Augustów e del governatorato di Płock furono divisi nei più piccoli Governorato di Płock, di Suwałki (consistente principalmente dei territori del Governorato di Augustów) e il ricreato governatorato di Łomża.